# Cirkulane
Cirkulane est une commune située dans la région de la Basse-Styrie en Slovénie.

## Géographie
La commune est située au nord-est de la Slovénie non loin de la frontière avec la Croatie. La région est composée de vignobles qui représentent une partie importante de l’activité économique. Les habitants travaillent également dans les villes proches de Ptuj et de Maribor. Les collines ont des hauteurs allant de 300 à 412 mètres. La rivière locale est la Drave.

### Villages
La commune de Cirkulane comprend les hameaux de Brezovec, Cirkulane, Dolane, Gradišča, Gruškovec, Mali Okič, Medribnik, Meje, Paradiž, Pohorje, Pristava, Slatina et Veliki Vrh.
On y trouve l’église Sainte-Anne (Sveta Ana) et Sainte-Barbe (Sveta Barbara) qui date du XIIe siècle.

## Démographie
La population de la commune est relativement faible avec une population d'environ 2 000 habitants,.
Évolution démographique
| 2007  | 2008  | 2009  | 2010  | 2011  | 2012  | 2013  | 2014  | 2015  |
| ----- | ----- | ----- | ----- | ----- | ----- | ----- | ----- | ----- |
| 2 335 | 2 309 | 2 283 | 2 313 | 2 299 | 2 296 | 2 312 | 2 343 | 2 339 |
| 2016  | 2017  | 2018  | 2019  | 2020  | 2021  |       |       |       |
| 2 287 | 2 344 | 2 324 | 2 391 | 2 345 | 2 378 |       |       |       |